# Município de Cass (condado de Richland, Ohio)
Localização do Ohio nos E.U.A.
O município de Cass (em inglês: Cass Township) é um local localizado no condado de Richland no estado estadounidense de Ohio. No ano 2010 tinha uma população de 1647 habitantes e uma densidade populacional de 24,68 pessoas por km².

## Geografia
O município de Cass encontra-se localizado nas coordenadas 40° 56′ 38″ N, 82° 36′ 46″ O. Segundo o Departamento do Censo dos Estados Unidos, o município tem uma superfície total de 66.73 km², da qual 66,46 km² correspondem a terra firme e (0,39 %) 0,26 km² é água.

## Demografia
Segundo o censo de 2010, tinha 1647 pessoas residindo no município de Cass. A densidade de população era de 24,68 hab./km².